# Scaphandre autonome
Pour les articles homonymes, voir Scaphandre.
Le scaphandre autonome est un dispositif individuel qui permet à un plongeur de respirer un gaz comprimé dans une bouteille, sans lien avec la surface. Un scaphandre autonome peut ainsi aussi bien fonctionner avec de l'air qu'avec d'autres mélanges respirables spécialement étudiés à cette fin (nitrox, trimix, hydreliox…) ou aussi avec un recycleur.

## Histoire

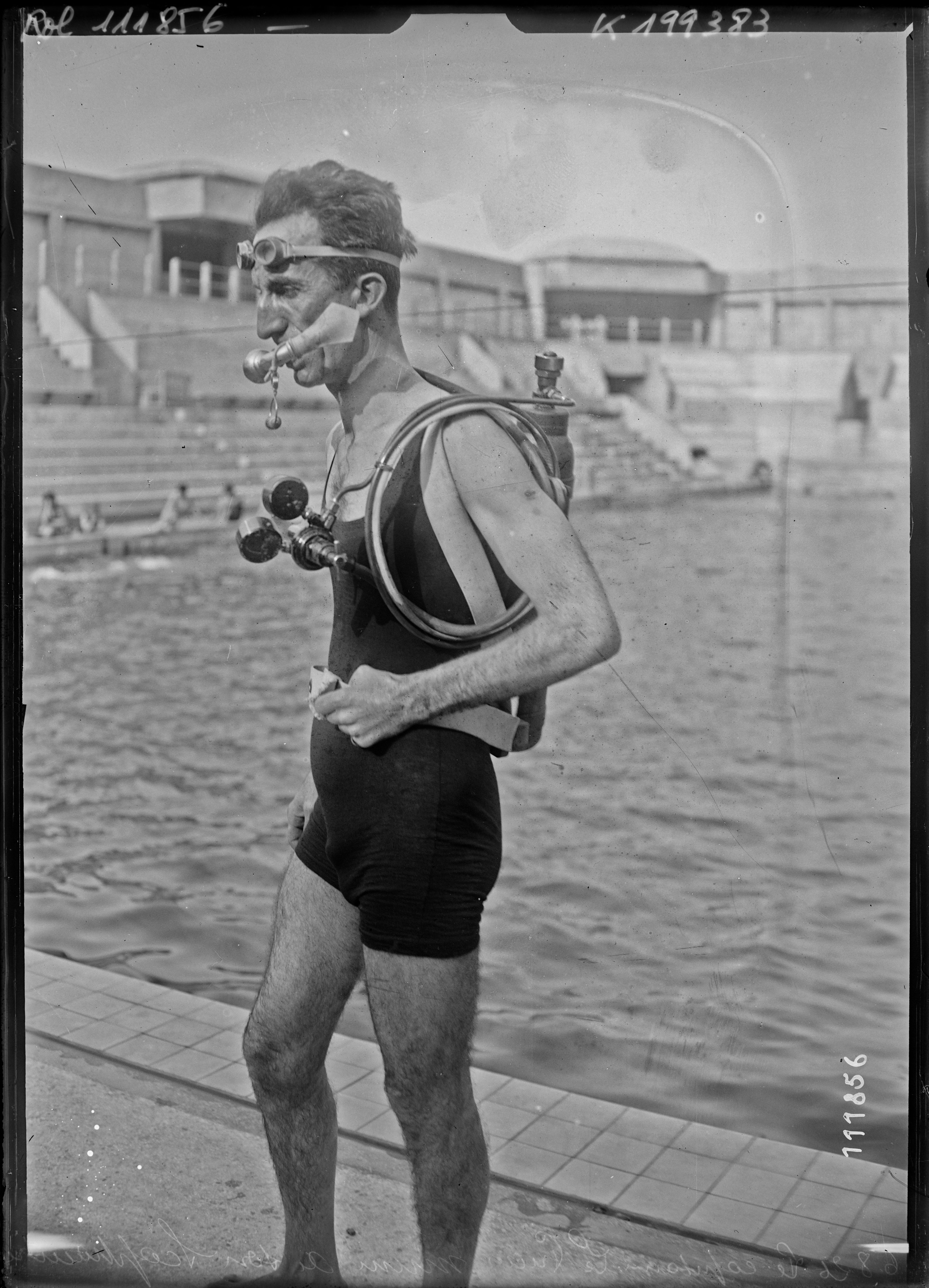
Yves Le Prieur et son scaphandre autonome (1926)

Le principe du scaphandre autonome est fondé sur une invention de 1838 du médecin français Manuel Théodore Guillaumet. Indépendamment de ce brevet, en 1860, l'ingénieur des mines Benoît Rouquayrol redécouvre ce procédé et l'adapte à la plongée en 1864, aidé par le lieutenant de vaisseau Auguste Denayrouze. Le scaphandre autonome est inauguré en 1926 par le lieutenant de vaisseau Yves Le Prieur avant d'être une attraction de l'Exposition universelle de 1937. Il est finalement repris et perfectionné dans sa forme actuelle avec le scaphandre autonome Cousteau-Gagnan de 1943, d'Émile Gagnan et Jacques-Yves Cousteau, inventeurs et fabricants du détendeur de plongée automatique « CG45 » (dit aussi « de débit à la demande ») commercialisé depuis par Aqua Lung/La Spirotechnique.
« Scaphandre autonome » est donc un terme utilisé de nos jours pour désigner les équipements de respiration subaquatique qui découlent de l'invention de Gagnan et de Cousteau. Le terme était pourtant utilisé déjà avant, comme l'avait utilisé par exemple Charles Héderer en 1936 pour décrire le recycleur allemand Draeger DM40.

### Avant 1943: Les précédents

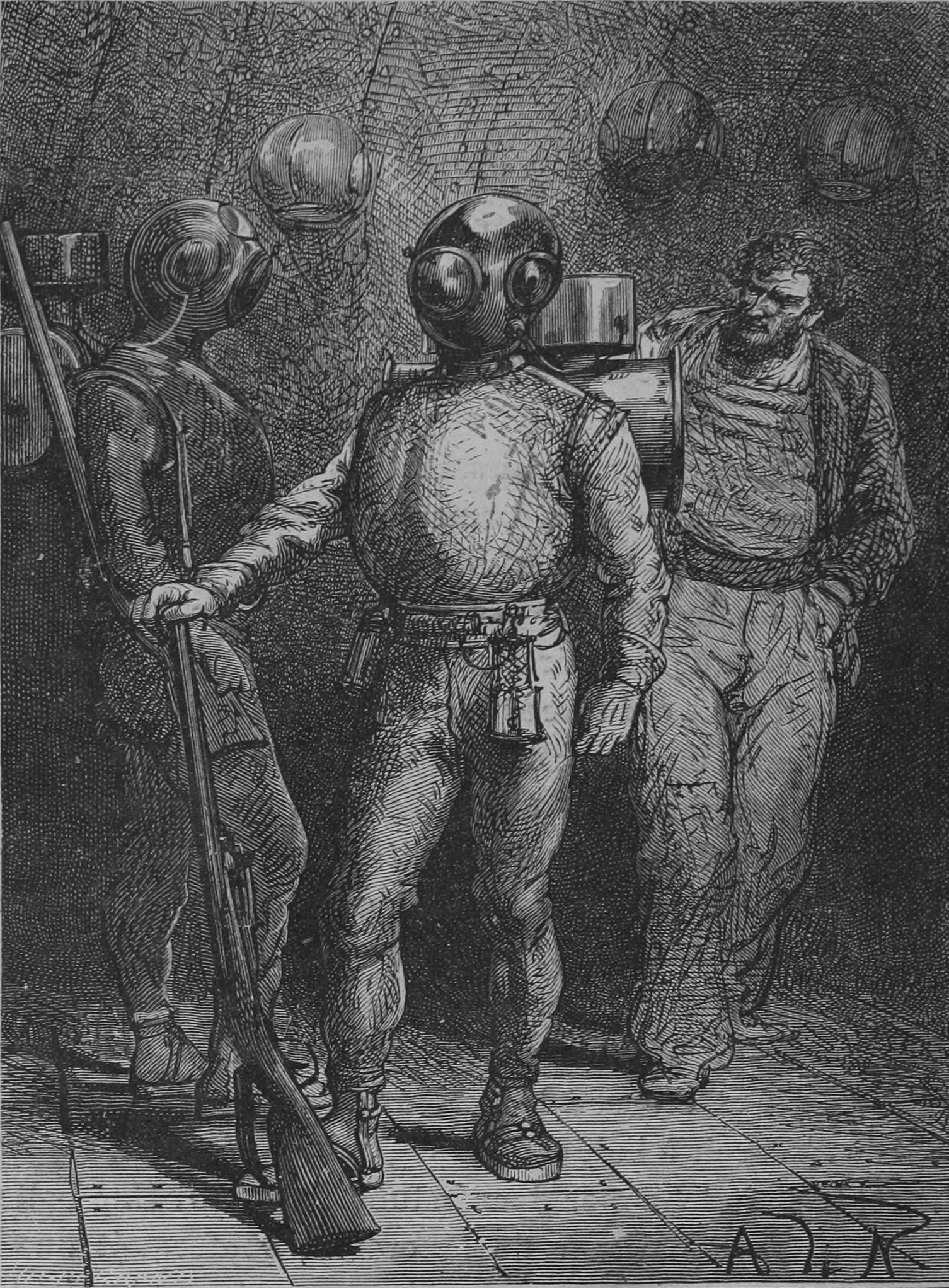
Le scaphandre autonome Rouquayrol-Denayrouze de 1865 inspire Jules Verne pour son roman Vingt Mille Lieues sous les mers de 1869.

Le scaphandre autonome, qui offre au plongeur une complète liberté de mouvements, a été mis au point grâce à une suite d'inventions réalisées au cours du XIXe siècle et de la première moitié du XXe siècle. Quant aux deux siècles qui ont précédé l'avènement de sa maturité (du XVIIIe siècle jusqu'en 1943) ils ont été essentiellement dominés par les scaphandres à casque (ou « scaphandres pieds lourds ») alimenté en air par un tube « narguilé » relié à une pompe à air à la surface. Avant le XVIIIe siècle, les hommes pratiquaient la pêche sous-marine en plongée en apnée ou au tuba depuis la Préhistoire, ou la plongée avec une cloche de plongée depuis l'Antiquité, limitées par la durée et par la profondeur. Les problèmes à résoudre furent les suivants :
- l'approvisionnement en air à la bonne pression ;
- le rejet du dioxyde de carbone, asphyxiant pour l'homme ;
- l'augmentation de la pression de l'eau avec la profondeur des fonds marins qui empêche les mouvements d'inspiration (la pression à 10 m de profondeur est le double de la pression atmosphérique) ;
- la mobilité.

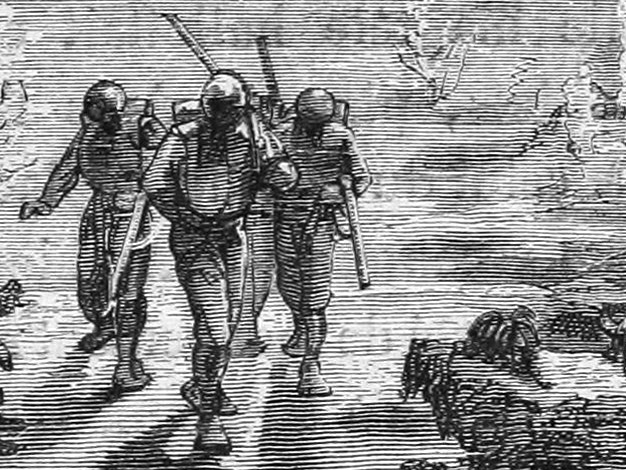
Grâce à leurs scaphandre, les personnages créés par Jules Verne peuvent visiter le « Paysage sous-marin de l’Ile Crespo » du Capitaine Nemo, qui fut reconnu en 1801 par le capitaine Crespo, et que les anciennes cartes espagnoles nommaient Rocca de la Plata, c’est-à-dire « Roche d’Argent), In Jules Verne, 1871

Pour résoudre ces problèmes, Léonard de Vinci (1452-1519) imagine un masque avec tuyau amenant l'air au plongeur. Conçue pour des profondeurs ne dépassant pas quelques dizaines de mètres, cette technique est irréaliste car à partir d'un mètre et demi de profondeur la respiration devient irréalisable, la cage thoracique humaine n'ayant en réalité pas la force de vaincre la pression exercée par l'eau, même à une si faible profondeur. Il aura fallu attendre l'avènement de pompe à air (au XVIIIe siècle) pour apporter au plongeur un air se trouvant à la même pression que l'eau environnante.
Le principe de la cloche de plongée immergeable remonte à l'Antiquité, avec de nombreuses variantes, dont la plongée d’Alexandre le Grand « dans un tonneau de bois recouvert d’une peau d’âne enduite de cire d’abeille » en 325 avant J.-C. Le principe, était d’immerger un récipient étanche en maintenant l’unique ouverture vers le bas, que pendant la descente l’eau pénètre au fur et à mesure et que l’air prisonnier à l’intérieur du récipient se comprime progressivement. Les inconvénients pour les plongeurs était l’espace étroit, et l’impossible renouvellement de l’air.
La cloche d'Edmond Halley (1690) (physicien et astronome britannique qui a découvert le cycle de la comète de Halley qui porte son nom) emprisonne de l'air qui est régénéré par un apport de tonneaux d'air. On peut supposer, que Halley s’est inspiré des travaux présentés par Denis Papin en 1691 qui conseillait de « presser l’air » par des pompes.

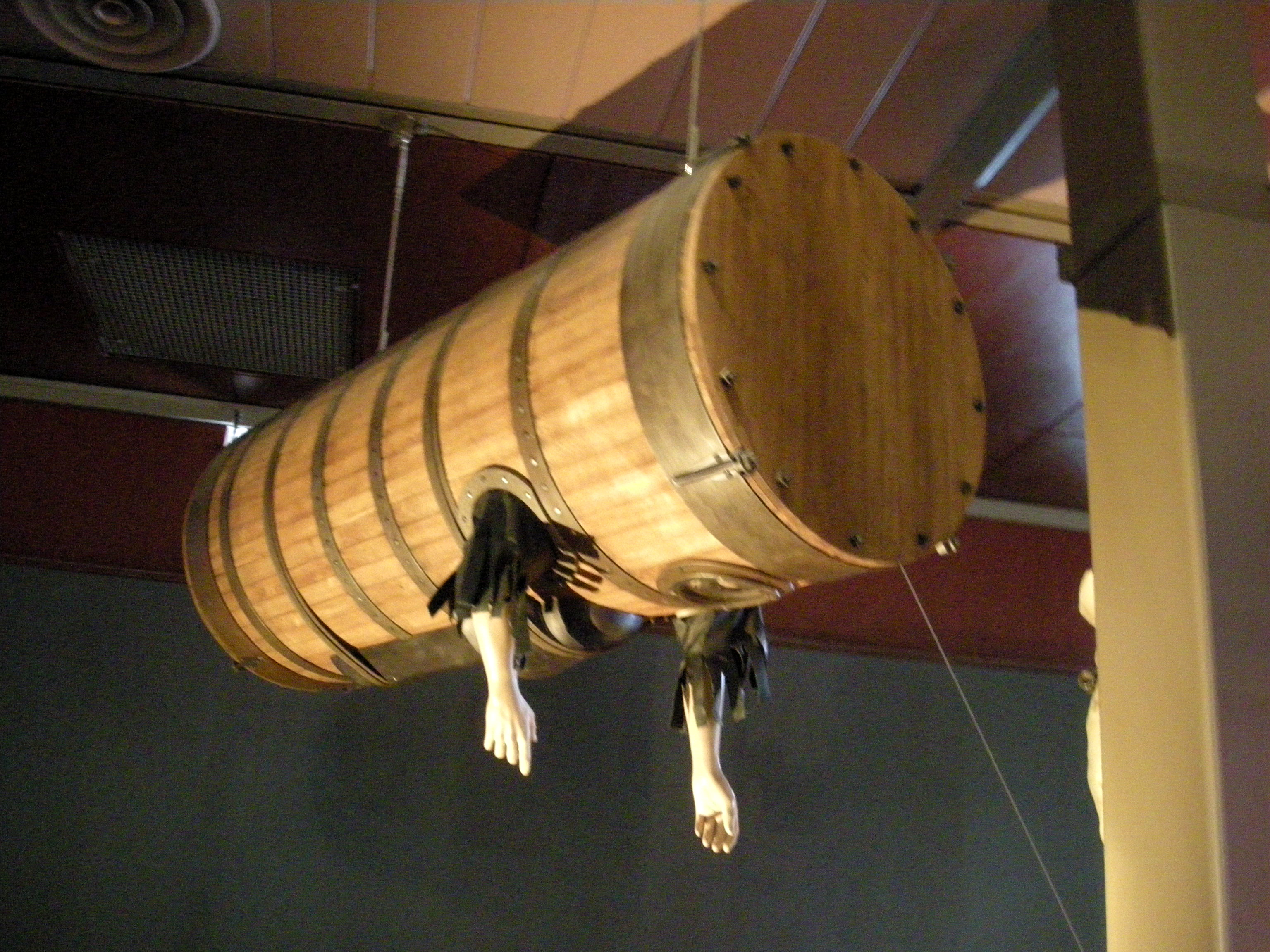
Reconstitution de la machine de John Lethbridge (1715) à La Cité de la Mer de Cherbourg.

John Lethbridge (1715) imagine l'armure de plongée dont une ouverture sert à l'alimentation en air par des soufflets et l'autre à l'évacuation de l'air vicié.
Le Sieur Fréminet conçoit sa « machine hydrostatergatique » à Paris en 1772, le premier casque de plongée, lié soit à une réserve d'air soit à une pompe le fournissant en surface.
Le mot scaphandre (du grec skaphe (barque) et andros (homme)) est utilisé pour la première fois en 1765 par Jean-Baptiste de La Chapelle, dit l'Abbé de la Chapelle (1710-1792), lorsqu'il présente à l'Académie Royale des Sciences de Paris une invention dont il est l'auteur. C'est un costume doublé de liège permettant à des soldats ou à des naufragés de flotter sur l'eau et de traverser des cours d'eau. Il en fait la démonstration dans les eaux de la Seine en face de Bercy, commune située actuellement à l'intérieur de la ville de Paris. En 1775, il publie son Traité de la construction théorique et pratique du scaphandre ou du bateau de l'homme.
Le scaphandre pieds lourds d'Augustus Siebe (1837) est constitué d'un casque rigide à hublots, alimenté en air par un tuyau relié à une pompe se trouvant en surface, d'une combinaison souple (la première combinaison étanche) et de chaussures lestées. Il permet d'atteindre des profondeurs de 60 à 90 m mais il y peut subir des accidents (section du tuyau, arrivée d'air aléatoire, noyade...) et souffre d'un manque d'autonomie. Les déplacements sont lents ce qui est dû au poids (90 kg au total) et à la position verticale (résistance maximale de l'eau au déplacement). En 1855, Joseph-Martin Cabirol (1799-1874) présente à l'exposition universelle de Paris le premier scaphandre ayant la capacité d'évacuer l'air vicié par le biais d'une soupape à usage manuel située sur le casque à hublots.

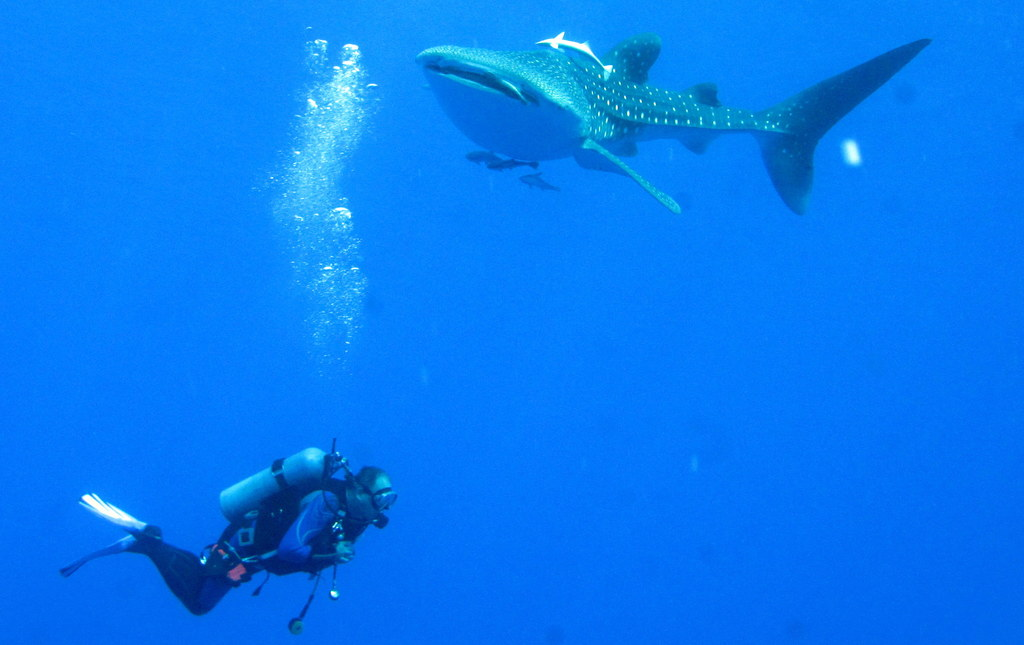

À ce stade d'avancement de la technologie (Fréminet, Siebe, Cabirol, ainsi que d'autres inventeurs), stade où l'air est toujours pompé de la surface, le flux d'air est plus ou moins régulier et inadapté aux besoins du plongeur, c'est pourquoi les inventeurs ont de plus en plus recherché un système qui permette au plongeur de :
1. Respirer l'air d'une réserve qu'il transporte sur lui, toujours à la pression de l'eau environnante, selon la profondeur.
2. Débiter l'air de sa réserve uniquement à sa demande, sans qu'un débit continu ne gâche son air pendant les expirations.
3. Évoluer dans le milieu aquatique de la façon la plus libre possible, sans câbles ni tubes le reliant à la surface.

En 1915, pour répondre à une question de l’amiral Auguste Boué de Lapeyrère, Auguste Boutan propose un scaphandre de type pied-lourd qu’il met au point avec son frère Louis Boutan, et qui offre au plongeur un système de recyclage et traitement de l’air en circuit fermé, ce qui évite l’alimentation en air depuis la surface. Le scaphandre est accepté par la Marine et produit, mais la nécessité de former les plongeurs à son utilisation en limite l’emploi.

La réussite de ces trois objectifs donne naissance à un modèle de scaphandre à détendeur de plongée, le premier de l'histoire, celui de Benoît Rouquayrol et d'Auguste Denayrouze. Cette invention de 1860, le « régulateur » de Benoît Rouquayrol (destiné au sauvetage de mineurs en cas de « coup de grisou » ou de galeries de mine inondées), est adaptée à la plongée avec l'aide d'Auguste Denayrouze en 1864. En réalité un plus ancien brevet de détendeur avait été déposé le 14 novembre 1838 par le docteur Manuel Théodore Guillaumet, originaire d'Argentan. Ce premier détendeur était relié à la surface par une pompe à air et n'était donc pas autonome, mais son principe de fonctionnement était le même que ceux de Rouquayrol et de Denayrouze et plus tard du scaphandre autonome Cousteau-Gagnan de Cousteau et Gagnan. Le détendeur de Guillaumet ne connut pas de suite certainement à cause de l'absence d'un réservoir intermédiaire qui aurait assuré une réserve de sécurité en cas de rupture ou de séparation du tube fournisseur d'air. Rouquayrol et Denayrouse apportèrent cette nouveauté et purent ainsi faire fonctionner leur « appareil plongeur » avec le minimum de sécurité requise. L'appareil plongeur Rouquayrol-Denayrouze fut homologué par la Marine Impériale Française dès 1864 et remporta la médaille d'or à l'exposition universelle de Paris de 1867, mais il ne parvint tout de même pas à résoudre le problème d'une autonomie suffisante (une demi-heure à 10 mètres de profondeur tout au plus) principalement à cause de la limite d'air comprimé que l'on pouvait faire contenir dans les réserves portatives de l'époque (30 à 40 bars de pression, pas plus).
La technologie des réservoirs d'air à haute pression évolue par la suite, notamment avec les progrès de la métallurgie. En particulier avec l'apparition des pneumatiques d'automobile, la firme Michelin met en place dans les années 1910 un réseau de distribution de bouteilles d'air comprimé à 150 bars destinées aux petits garagistes pour lesquels l'achat d'un compresseur est une dépense trop lourde.Les bouteilles Michelin sont des emballages réutilisables (comme les actuelles bouteilles de butane) et des conditions très avantageuses sont faites aux garagistes qui distribuent en exclusivité les pneus de la marque, garantissant ainsi une large disponibilité des bouteilles portatives d'air à haute pression, dont le débit est régulé manuellement par un robinet-pointeau très sensible.
Yves Le Prieur, officier de marine et prolifique inventeur, qui a pratiqué la plongée en scaphandre classique (notamment pour libérer l'hélice d'un cuirassé français entortillée dans un câble d'acier)  profite de cette aubaine pour créer , avec son ami Fernez, un scaphandre autonome léger, en utilisant la bouteille Michelin comme réserve d'air, permettant une autonomie importante  et des profondeurs intéressantes, jusqu'à une quarantaine de mètres. Suivant les versions l'air est envoyé dans un masque intégral couvrant les yeux  le nez et la bouche ou dans un embout buccal (avec une soupape en "bec de canard" pour l'évacuation de l'air expiré et du trop plein d'air (compété par des lunettes de piscine et un pince-nez). En effet la bouteille fonctionne en débit continu (malgré la présence d'un pré détendeur assez rustique) et le plongeur doit en permanence gérer finement le débit et la pression de l'air avec le robinet pointeau de la bouteille (portée en position ventrale).
Ce système en débit continu offre une meilleure sécurité (tant que la bouteille n'est pas vide, l'air parvient en permanence dans le masque facial) au prix d'un relatif gaspillage d'air respirable évacué par le "bec de canard"
Le problème fut résolu en 1942 - 1943, avec l'invention du scaphandre autonome Cousteau-Gagnan moderne. En effet, cet équipement utilise un détendeur "à la demande" qui débite seulement lorsque le plongeur inspire. Cette invention, dérivée des détendeurs destinés aux équipements de gazogène destinés aux automobiles, privées d'essence par l'occupation allemande, est mise au point par l'ingénieur Emile Gagnan, de la société Air Liquide ainsi que de façon parallèle, totalement indépendante, par l'ingénieur Georges Comheines qui a une longue expérience de production équipements de sauvetage destinés aux pompiers et aux mineurs-sauveteurs lors des asphyxies au grisou.

### 1943: Maîtrise de l'autonomie

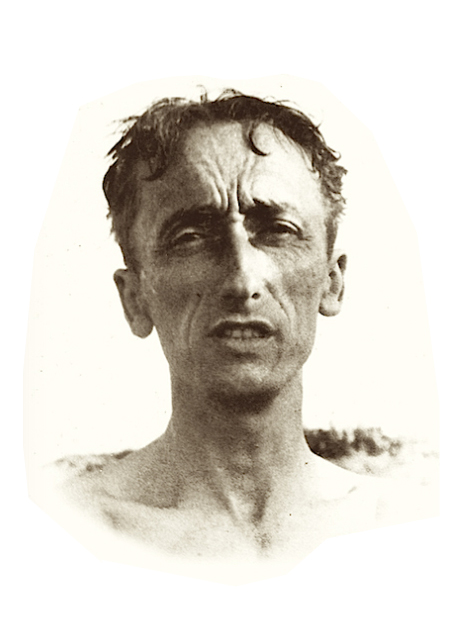
Jacques-Yves Cousteau en 1948.

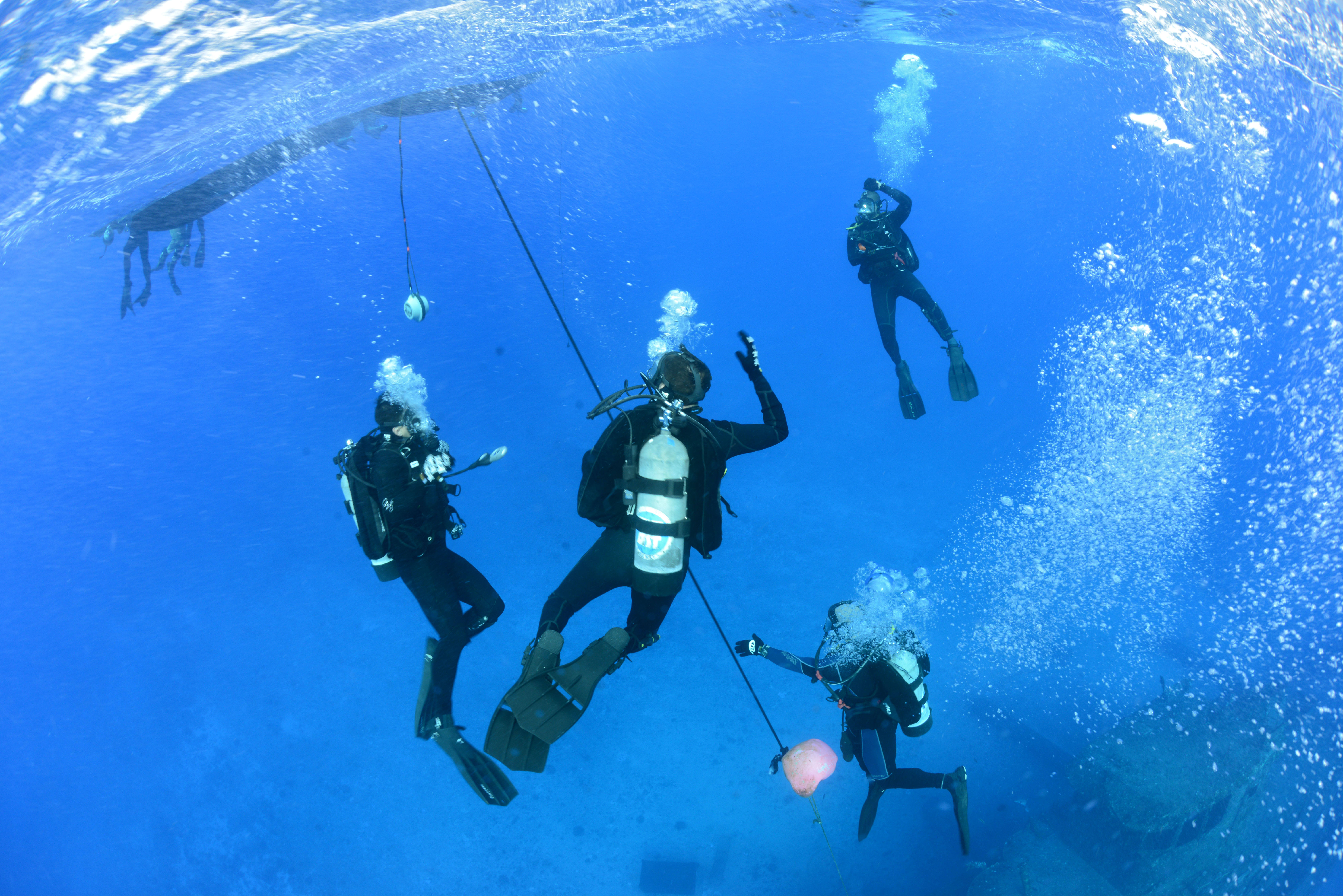

Pendant l'occupation allemande durant la Seconde Guerre mondiale, la France connaît une pénurie d'essence, constamment réquisitionnée par les Allemands. Émile Gagnan (ingénieur chez Air liquide) obtient de la société Piel un détendeur Rouquayrol-Denayrouze qu'il utilise pour faire fonctionner des gazogènes de voiture et dépose un brevet de détendeur miniaturisé en bakélite. Henri Melchior, son patron, pense alors que ce détendeur peut rendre service à son gendre, Jacques-Yves Cousteau, qui cherche depuis déjà 1937 à mettre au point un scaphandre autonome efficace et à débit automatique (ou débit « à la demande »), car celui de l'époque devait être utilisé à la main (« manodétendeur » de Le Prieur). Melchior fait alors les présentations des deux hommes, Gagnan et Cousteau, qui se rencontrent à Paris en décembre 1942.

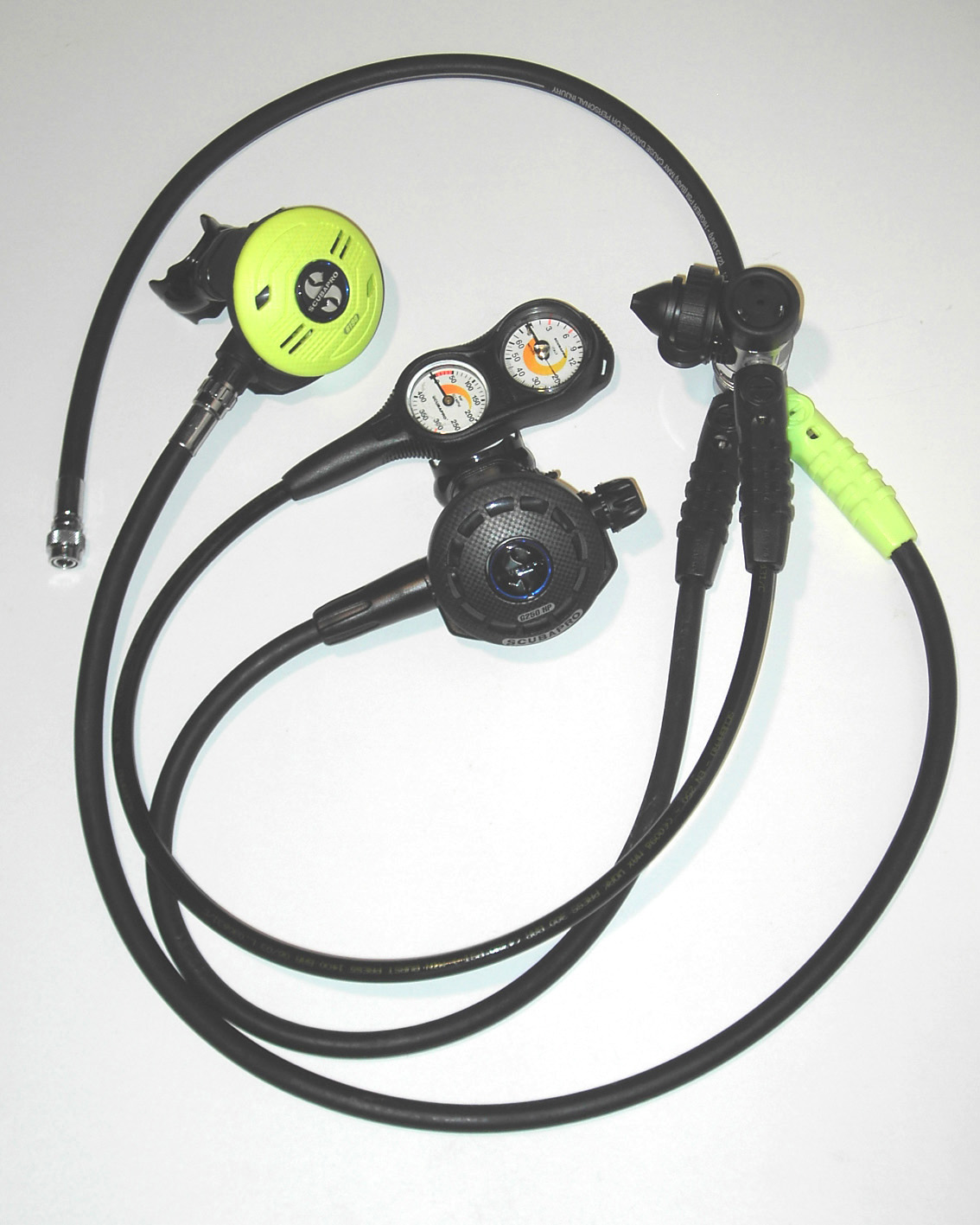
Détendeurs, manomètre, profondimètre et direct system

Jacques-Yves Cousteau adapte le détendeur d'Émile Gagnan à une bouteille de plongée d'air comprimé et, surveillé par Gagnan et un ami de ce dernier (appelé Gauthier), fait dans la Marne les premiers essais subaquatiques de son détendeur de plongée de scaphandre autonome Cousteau-Gagnan : quand le plongeur est à l’horizontale le détendeur fonctionne correctement, mais quand il est debout il se met en débit continu et quand il est tête en bas c'est l'inverse, l'air arrive difficilement. Cousteau et Gagnan décident alors de ramener l’expiration au niveau de la membrane du détendeur, qui équilibre l’air avec la pression ambiante et ferme le débit pendant l’expiration. Jacques-Yves Cousteau part alors pour Bandol, dans le Var, en ayant commandé à Émile Gagnan de lui envoyer celui qui sera le prototype résultant de la modification accordée. Il le reçoit un matin de juin 1943 à la gare de Bandol et le met tout de suite à l'essai à la plage du Barry, en face de la villa du même nom, qui appartenait à son ami Philippe Tailliez. Cousteau possédait aussi une villa proche de celle de Tailliez, la villa Baobab de Sanary-sur-Mer, cette dernière se trouvant dans une petite crique à l'abri des regards indiscrets.

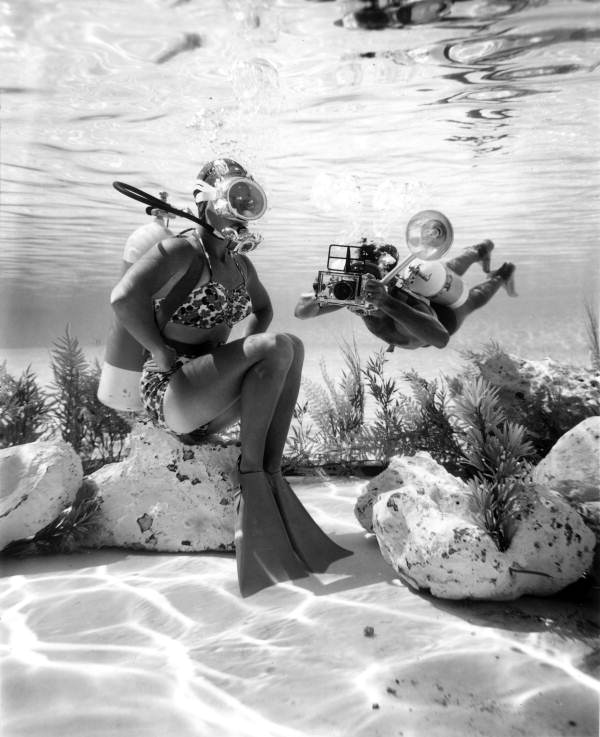
Séance de photographie sous-marine (1963)

Pour l'essai de ce deuxième prototype Cousteau se trouvait sous la surveillance de son épouse Simone Melchior (épousée en 1937) restée en surface à le suivre du regard grâce à un masque de plongée et à un tuba. Deux amis de Cousteau l'attendaient sur la plage, Philippe Tailliez et Frédéric Dumas. Ce dernier, excellent apnéiste, devait intervenir immédiatement dans le cas où Simone déclenchait l'alarme. Cela ne fut pas nécessaire, car cet essai fut un succès.

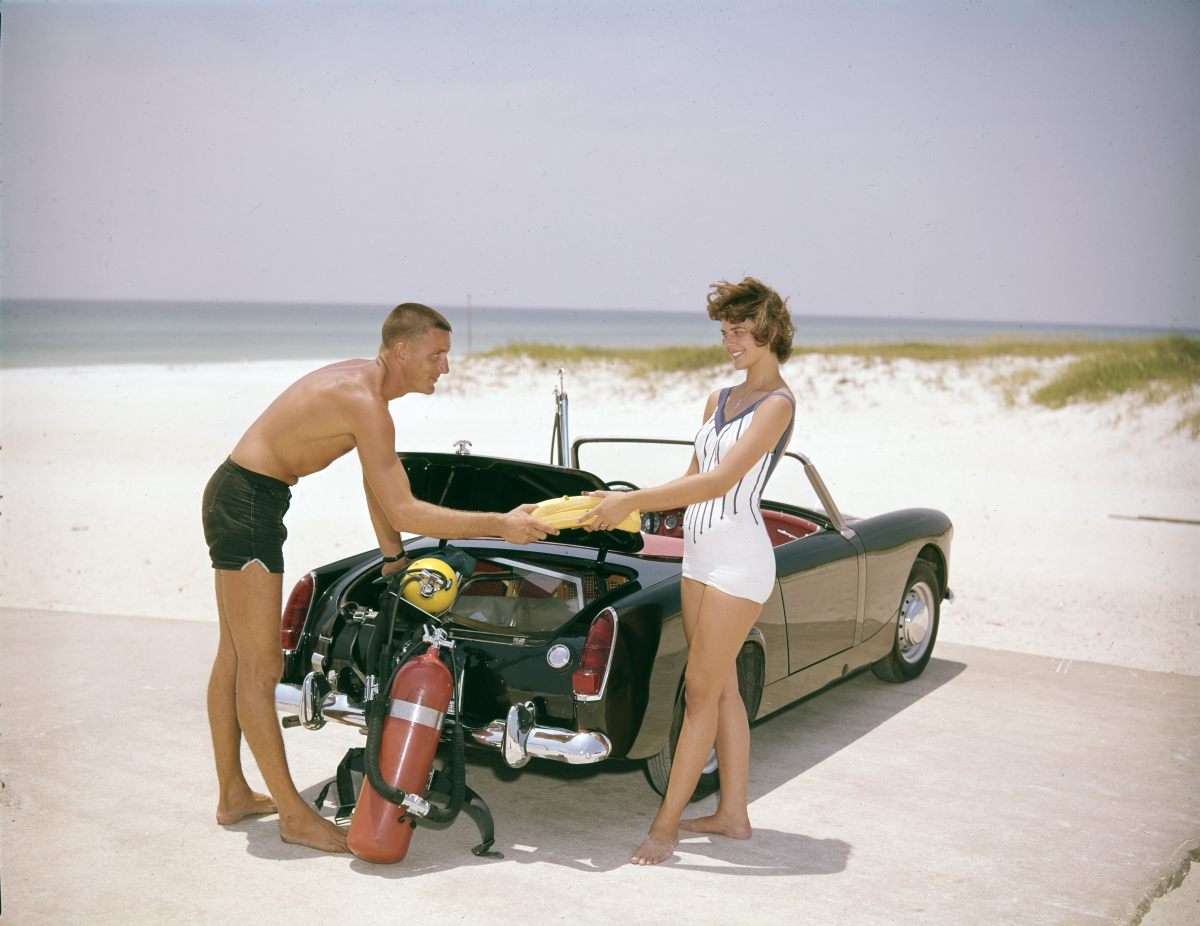
Couple de plongeurs amateurs, de Santa Rosa Island en Floride, en 1964

Cousteau et Gagnan brevettent leur scaphandre autonome Cousteau-Gagnan en 1943, sous le nom de « CG43 ». À la fin de la guerre, quelques exemplaires de « Cousteau-Gagnan » ont été construits, des prototypes,  Cousteau et Gagnan brevettent le « CG45 » en 1945 (« C » pour Cousteau, « G » pour Gagnan et « 45 » pour 1945), qui sera fabriqué et commercialisé sous le nom « aqualung » (terme anglais inventé par Cousteau à des fins de commercialisation et qui signifie « poumon aquatique »). En 1946, Air liquide crée une marque filiale de détendeurs et d'équipements de plongée La Spirotechnique, et, la même année, fabrique en série et distribue le CG45. Plus tard arrive le Mistral (avril de 1955) et autres modèles toujours plus perfectionnés (Royal Mistral, Spiro 8, Cristal).

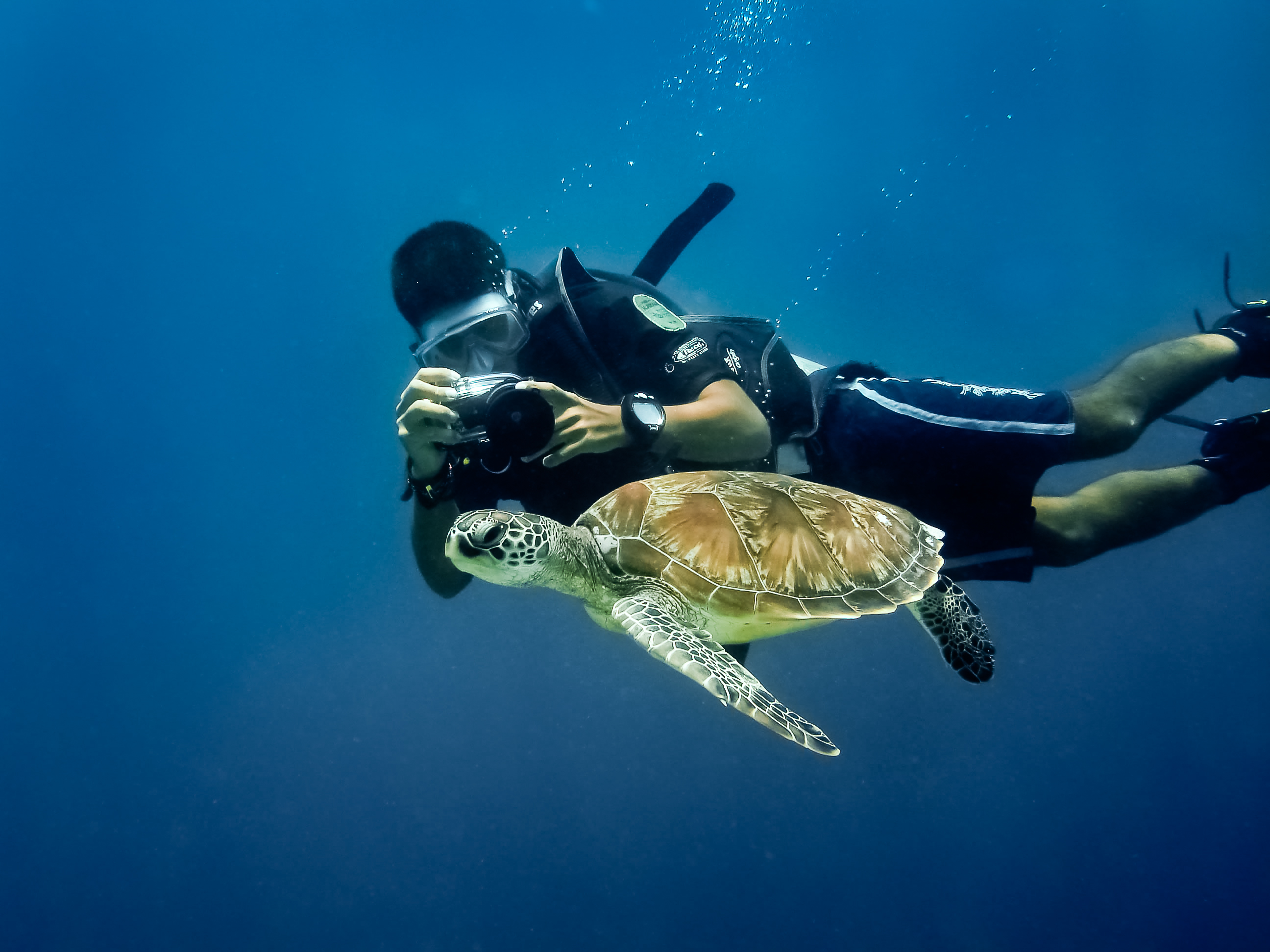

La mise au point du scaphandre autonome découle donc de plusieurs découvertes technologiques :
- l'invention de compresseurs efficaces et de bouteilles de stockage d'air comprimé relativement légères (à partir des lois physiques sur la pression des gaz de Boyle et Mariotte, 1660)
- la mise au point de palmes par le commandant Louis de Corlieu en 1934 (déjà esquissées par Léonard de Vinci) ;
- la mise au point de valves avec détendeur pour les moteurs de voitures au gaz par Émile Gagnan au début des années 1940.

## Description générale

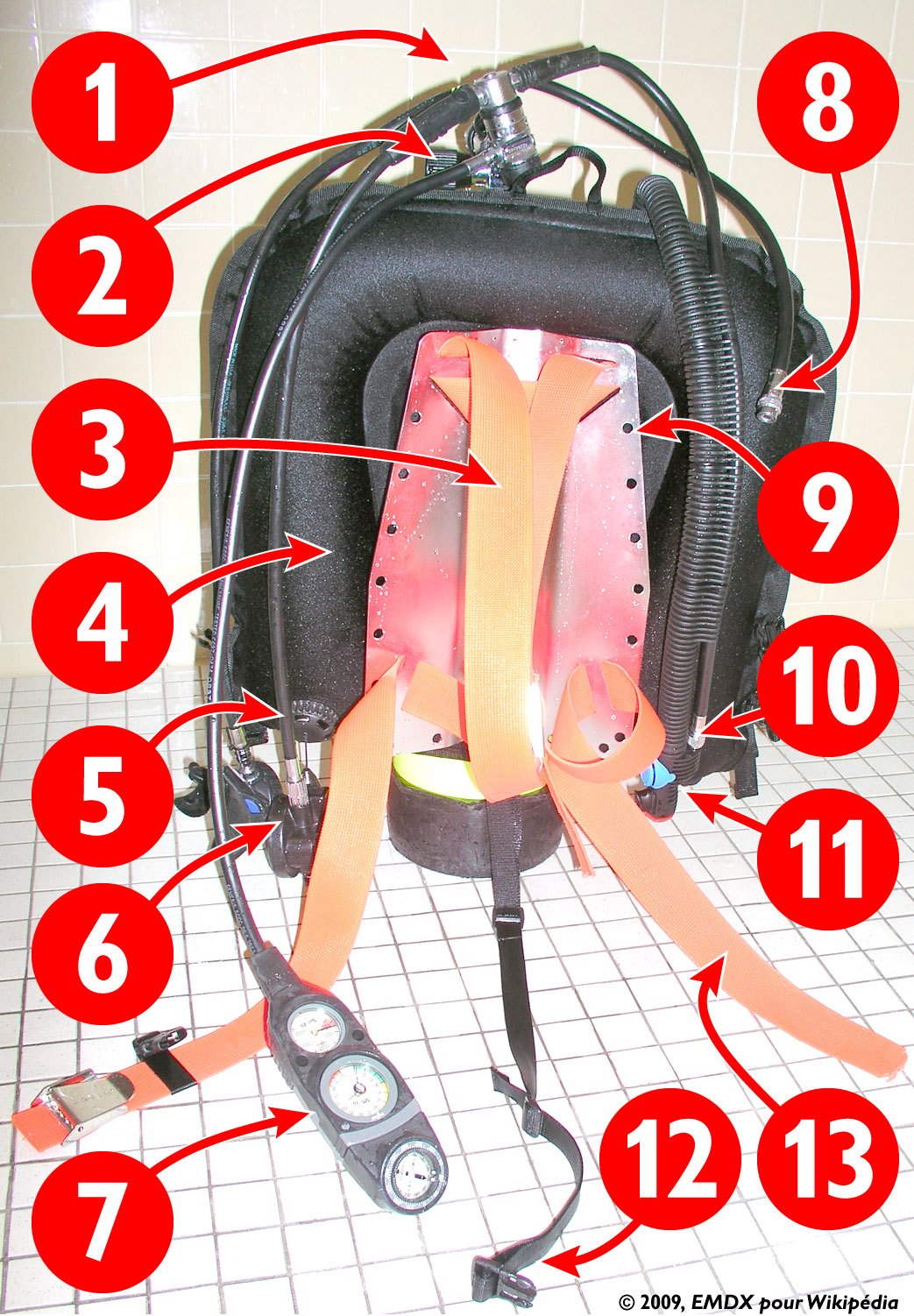
Scaphandre autonome avec stabilisateur dorsal
1) 1er étage du détendeur
2) Robinet de la bouteille
3) Sangles d’épaules
4) Vessie du stabilisateur
5) Valve de surpression de la vessie et tirette de purge inférieure
6) 2e étages du détendeur (avec «octopus»)
7) Console (manomètre, profondimètre & compas)
8) Raccordement du boyau-gonfleur d’habit sec
9) Plaque de support (modèle «Lacasse»)
10) Raccordement du boyau et bouton de commande du gonfleur du stabilisateur
11) Embout du boyau de gonflage du stabilisateur et bouton de purge supérieure du stabilisateur
12) Sangle sous-cutale
13) Sangles abdominales

### Les composants
Le scaphandrier autonome est habituellement équipé :
- d'un vêtement d'isolation thermique ;
- d'un masque de plongée qui entoure les yeux et le nez et qui rend possible la vision sous-marine nette en plongée tout en permettant de compenser les variations de pression (par équilibrage de la pression de l'air capturé dans le masque) ;
- de palmes de plongée pour le déplacement ;
- d'une ou plusieurs bouteilles de plongée ; on parle de bloc de plongée ou de mono, bi ou tri pour préciser le nombre de bouteilles ; le bloc contient un mélange gazeux (air, nitrox, trimix, hydreliox) sous pression entre 170 et 300 bars) dont la capacité à la pression atmosphérique peut être de 2, 3, 6, 9, 12, 15, 18 ou 20 litres de mélange. Ces blocs sont en acier, parfois renforcé par du carbone, ou en aluminium ;
- d'un détendeur de plongée, qui permet de respirer le mélange gazeux à la pression ambiante ;
- d'un octopus, détendeur de secours permettant de porter assistance à un plongeur en difficulté ;
- d'une stab (abréviation de gilet de stabilisation) reliée à la bouteille via le direct system lui permettant de faire varier sa flottabilité en fonction de la profondeur et de ses besoins.
- d'un manomètre, pour surveiller la pression du mélange gazeux dans le bloc et connaître la quantité de gaz restant ;
- d'instruments de décompression, le plus courant étant l'ordinateur de plongée, mais quelques-uns utilisent encore une montre de plongée et des tables de décompression ;
- d'un parachute de palier ;
- d'une ceinture de lest (si nécessaire).

Certains plongeurs utilisent un recycleur dans lequel l'air expiré est traité pour être respirable de nouveau sans danger : le CO2 est absorbé et l'air expiré est enrichi en dioxygène. L'air circule ainsi en circuit fermé ou semi-fermé (Semi-closed Rebreather, SCR). La première solution ne dégageant aucune bulle en surface, elle est utilisée, entre autres, par les nageurs de combat (mais elle ne permet pas les plongées profondes).
Dans un futur proche, il devrait être possible de voir arriver des scaphandres de plongée utilisant des fluides respiratoires à la place de mélanges gazeux[Information douteuse].

### Mode d'utilisation
Le scaphandre autonome permet :

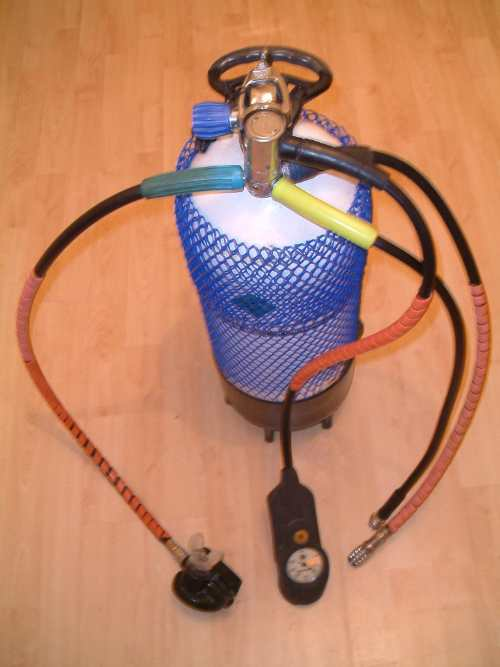
Bouteille de plongée, équipée d'un détendeur, d'un manomètre et du direct system

- de débiter l'air automatiquement en fonction des besoins du plongeur et non plus de façon continue ;
- de fournir l'air à la bonne pression soit celle correspondant à la profondeur de l'eau, ce qui permet au plongeur d'inspirer sans effort ;
- de se débarrasser facilement du dioxyde de carbone contenu en excès dans l'air expiré.

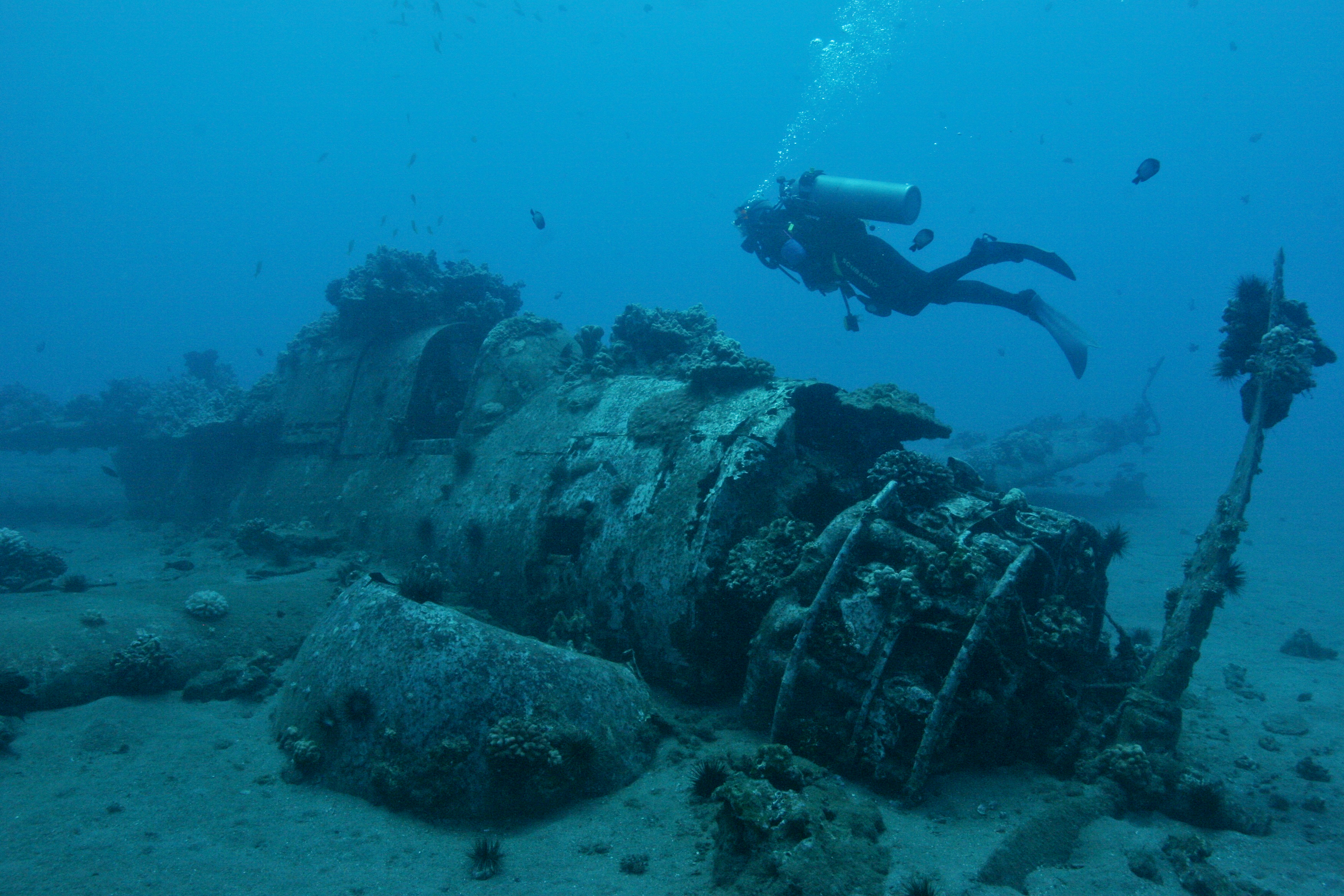

Le gilet stabilisateur (très souvent abrégé en « stab » ou « gilet » tout simplement, mais aussi appelé Buoyancy Control Device (BCD) en anglais, également abrégé en « BC ») permet de changer la flottabilité et de s'équilibrer dans l'eau suivant le principe d'Archimède. La stab peut être gonflée à la bouche ou automatiquement avec le direct system, qui est relié à la bouteille.
L'autonomie de plongée et d'exploration varie de 2 heures à 30 minutes selon un très grand nombre de paramètres :
- le principal d'entre eux est la profondeur (2 heures à 10 mètres et 30 minutes à 60 mètres, sans tenir compte des paliers de décompression).
- la température de l'eau, car dans un environnement froid l'organisme du plongeur a tendance a consommer plus de dioxygène. Les plus basses températures le poussent, même inconsciemment, à débiter davantage d'air de sa réserve.

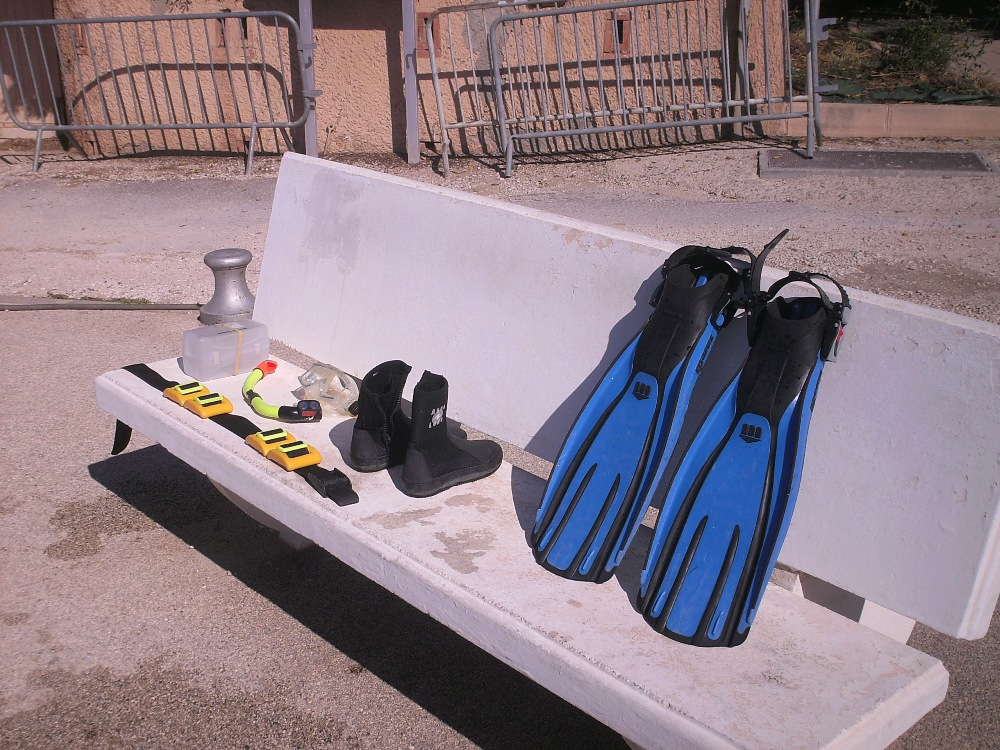
Masque, tuba, ceinture de lest avec ses plombs, bottillons et palmes réglables

- la forme physique, car un plongeur ayant un cœur habitué à l'exercice physique aura un rythme cardiaque plus réduit et un rythme de respiration plus bas pour l'obtention d'une même quantité d'effort.
- le sexe, car effectivement les femmes ont une densité inférieure d'os et de muscles que celle de l'homme. Cette masse cellulaire plus réduite que celle de l'appareil locomoteur de l'homme, leur conférant une consommation de dioxygène inférieure, leur confère par là même une autonomie en moyenne supérieure à celle des hommes.
- l'âge, car un organisme plus âgé et usé qu'un autre n'exigera pas la même quantité de dioxygène pour fournir la même quantité d'effort. Très souvent, selon chaque structure légale de plongée, il n'y a pas de limite d'âge pour plonger en scaphandre autonome. Un médecin spécialisé dans le sport ou même dans la plongée sous-marine a très souvent l'entière responsabilité d'accorder ou ne pas accorder au plongeur le certificat médical sans lequel il n'aura pas le droit de plonger en milieu naturel (après visite médicale complète, bien sûr).

Pour ce qui est du déplacement dans l'eau le plongeur obtient un déplacement plus souple et rapide grâce à une bonne connaissance de son propre hydrodynamisme. Ses palmes lui permettent de nager dans les 3 dimensions. Cependant les problèmes inhérents à la pression demeurent.

## Types de pratique

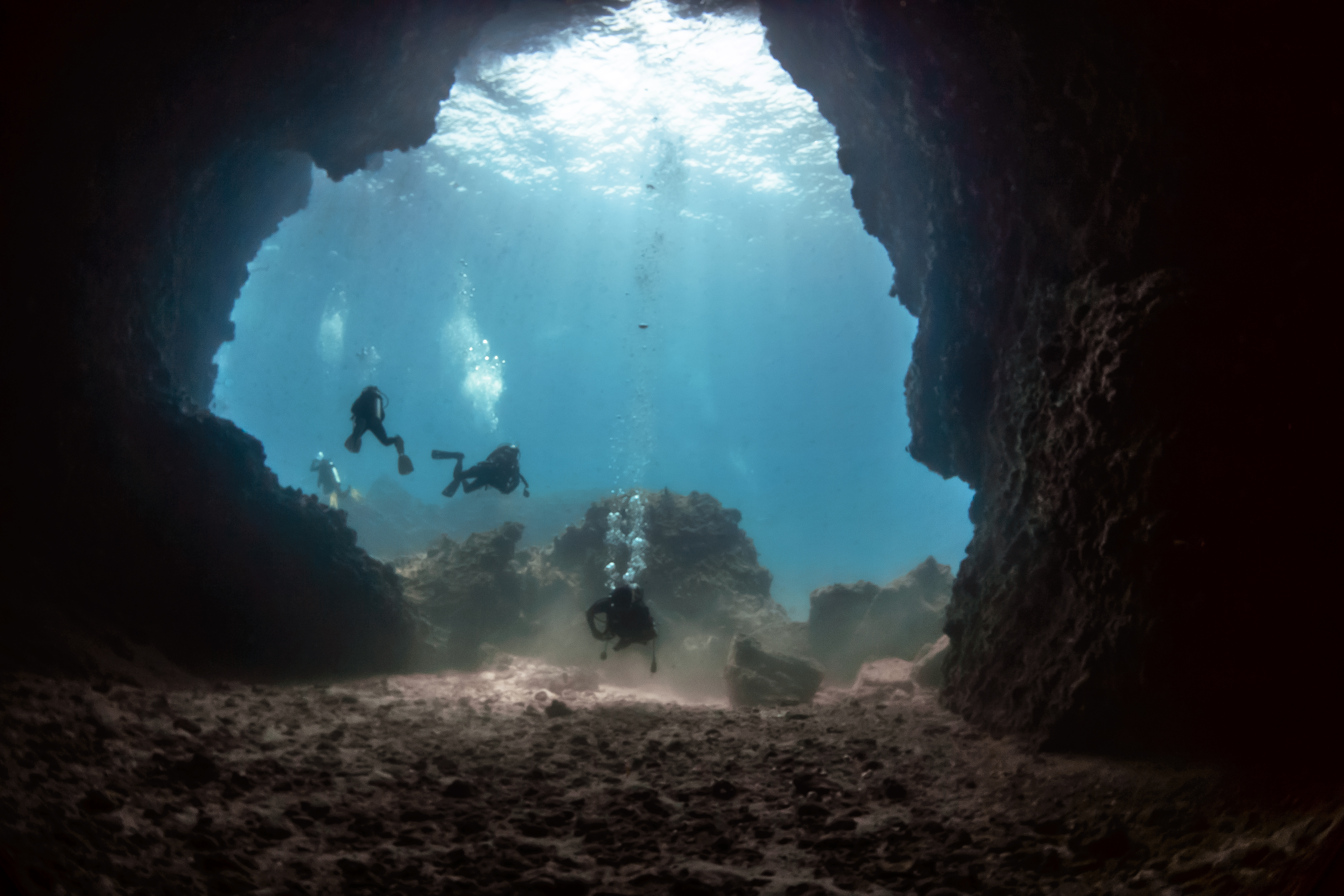

### Pratique de loisir
La commercialisation depuis 1946 du scaphandre autonome Cousteau-Gagnan par Cousteau et Gagnan a été suivie par des innovations techniques permettant d'alléger le matériel et de rendre plus efficace la pratique de la plongée bouteille, ouvrant la voie à son utilisation par le grand public. Ainsi, à partir des années 1970, l'effet conjugué de ces évolutions matérielles, du développement du tourisme balnéaire de masse et de l'apparition de structures de formation conduit à la démocratisation de la plongée sous-marine de plongée loisir. Cette dernière était en effet jusqu'alors réservée aux plongeurs en apnée et chasseurs sous-marins dont la pratique requiert une bonne condition physique est une entraînement spécifique. L'utilisation du scaphandre autonome permet de s'affranchir de ces exigences, rendant la plongée de loisir beaucoup plus accessible. Elle est aujourd'hui pratiquée par des millions d'adeptes amateurs dans les mers du monde entier, amateurs par exemple de plongée sportive en piscine en fosse de plongée, plongée souterraine de grotte marine, plongée sur épave (liste des sites de plongée sur épave), plongée en cage, pêche sous-marine, ou de photographie sous-marine des êtres vivants en milieu marin ou aquatique...

### Pratique professionnelle

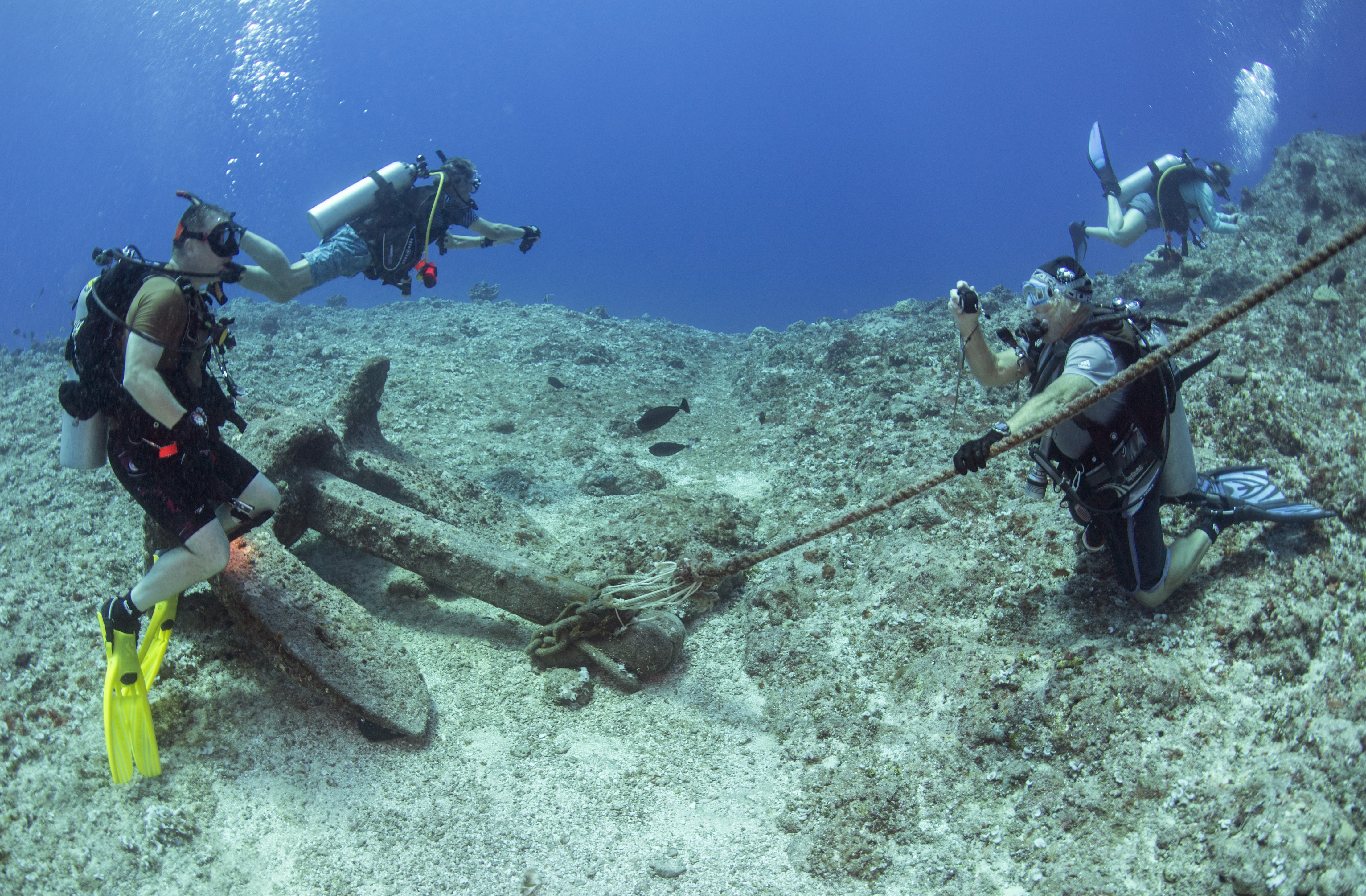

Le scaphandre autonome s'est rendu très utile dans de nombreux domaines liés au monde aquatique : archéologie sous-marine, biologie marine, chasseur d'épaves, entretien et réparation des bouées ou des filets anti-requins à proximité des ports et des côtes, recherche d'objets ou de cadavres chez les divisions fluviales et maritimes de forces militaires, de gendarmerie, de police ou de pompiers, prospection océanographique etc. Les militaires favorisent l'utilisation de recycleurs qui ne produisent pas de bulles.

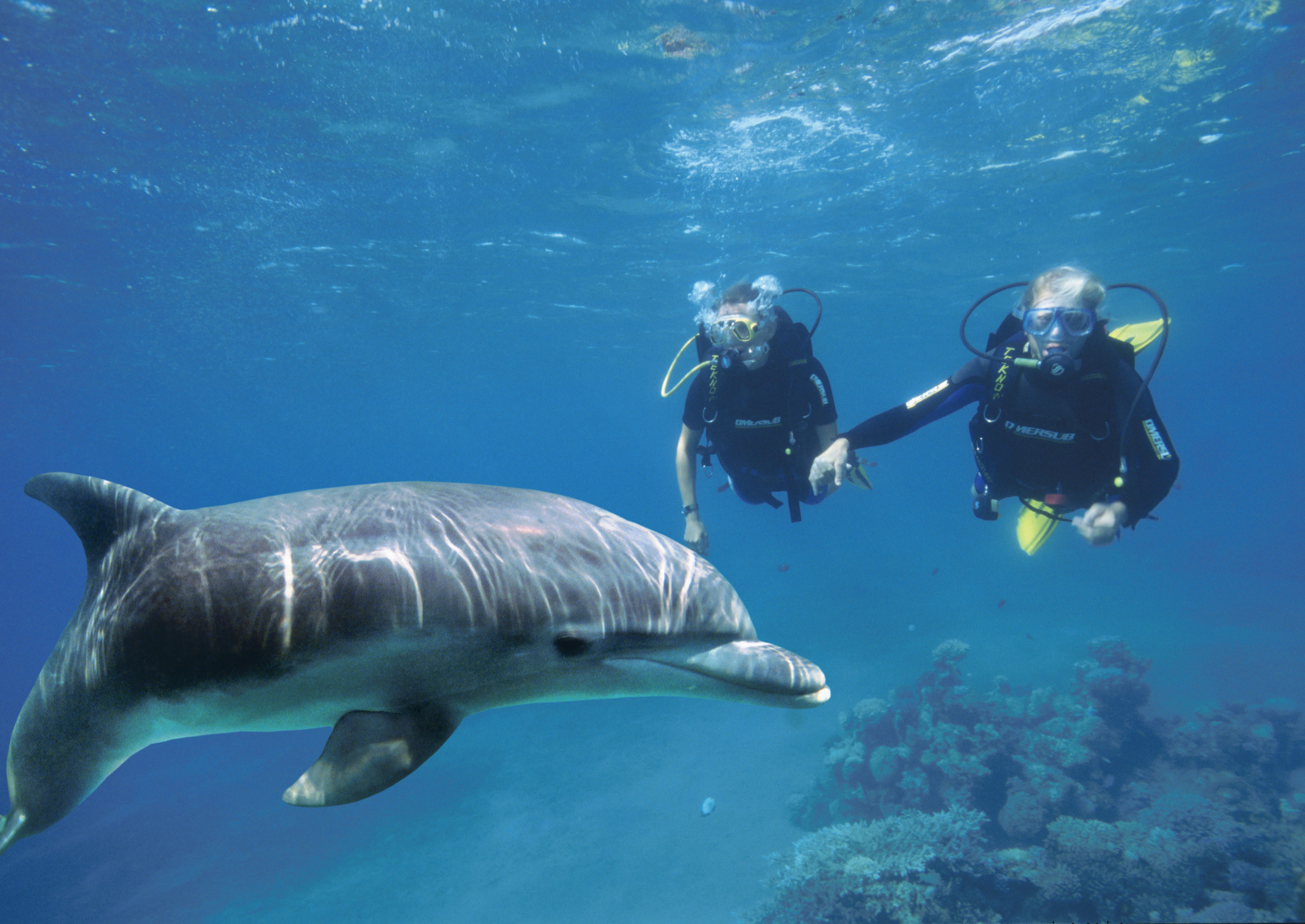

Dans le domaine du tourisme, et selon chaque structure légale, de nombreux centres de plongée sont autorisés à se constituer en entreprise privée et à offrir, contre rémunération, leurs services aux plongeurs de loisirs.

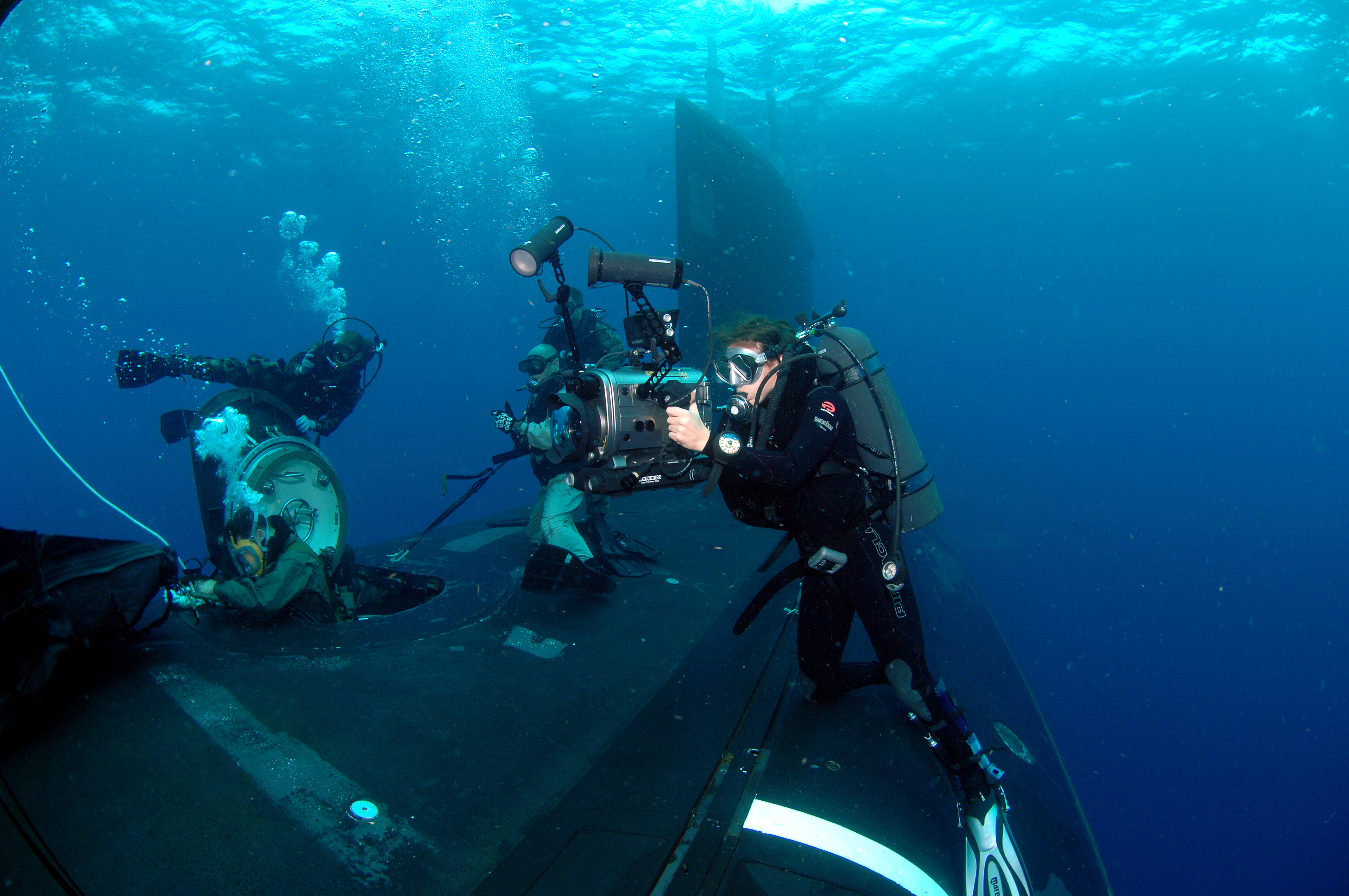
Nageur de combat de l'USS Hawaii (SSN-776) de US Navy.

Dans le domaine véritablement professionnel des travaux publics sous-marins la première entreprise en la matière, utilisant le scaphandre autonome Cousteau-Gagnan, fut créée par André Galerne en 1952. Elle rassemblait les jeunes membres du clan Claude Sommer des Éclaireurs de France à bord d'une péniche en béton située au Pont de Bercy, où se trouve actuellement le ministère des finances.
Dénommée tout d'abord SGTMF pour Société Générale des Travaux Maritimes et Fluviaux, elle devint en 1955 la célèbre SOGETRAM. Il s'agissait d'une entreprise sous forme de SCOOP ou communauté ouvrière, dont la devise type est « un homme, une action ».

## Quelques musées
- Musée national de la Marine de Paris
- Musée Frédéric-Dumas de Sanary-sur-Mer, dédié au Mousquemer Frédéric Dumas[13]
- Musée du Scaphandre d'Espalion dans l'Aveyron, dédié à Benoît Rouquayrol et Auguste Denayrouze